# Almış
Almış iltäbär (Almysh Elteber, Almish Yiltawar, IPA ʌlˈmɯʃ, f. fine IX secolo- inizi X secolo), è stato un sovrano musulmano della Bulgaria del Volga.
Almış era figlio di Şilki (IPA ʃilˈki) e governò una parte dei Bulgari, probabilmente il ducato di Bolghar. 
Era inizialmente un vassallo dei Cazari ma lottò per l'indipendenza e l'unificazione di tutte le tribù e i ducati bulgari. Inviò ambasciatori al Califfo abbaside di Baghdad. 
Nel 922, l'ambasciatore del Califfo al-Muqtadir, Aḥmad b. Faḍlān, si recò a Bolghar e fu sottoscritto un accordo di alleanza tra il Califfato e la Bulgaria del Volga. Almış adottò allora il nome islamico Jaʿfar ibn ʿAbd Allāh (Tataro in carattere latini: Cäğfär bine Ğabdulla, in arabo جعفر ابن عبدالله‎?).
Durante il regno di Almış, la Bulgaria del Volga divenne uno Stato unito, forte e indipendente.
Ibn Faḍlān, che era anche un attento viaggiatore, si riferisce ad Almış come al "Re dei Saqaliba".